# Mara Jakisch
Mara Jakisch, eigentlich Martha Jakisch, (* 4. September 1905 in Dresden; † 27. Dezember 2005 in Frankfurt am Main) war eine deutsche Opernsängerin (Sopran) und Schauspielerin. Bekannt wurde sie in der Nachkriegszeit als Sibirische Nachtigall, eine Bezeichnung, die sich auf ihre langjährige Lagerhaft in der Sowjetunion bezog.

## Leben
Mara Jakisch wurde am 4. September 1905 als einziges Kind ihrer Eltern in Dresden geboren. Ihre Gesangsausbildung absolvierte sie in ihrer Heimatstadt. Sie trat ab den 1930er Jahren in Theatern in ganz Deutschland (u. a. Bautzen, Hannover, Chemnitz), aber auch im Ausland auf. Ihr erstes Engagement beim Film war 1934 in der Operettenverfilmung Der letzte Walzer. Weitere Filmrollen folgten in den nächsten Jahren, so 1935 an der Seite von Theo Lingen in Der Ammenkönig. 
Bei den Proben zu Der Bettelstudent lernte sie den Schauspieler und Sänger Erwin Hartung kennen, den sie am 4. Januar 1939 in Berlin heiratete. Im selben Jahr kam der gemeinsame Sohn Götz zur Welt. Die Jahre des II. Weltkriegs verbrachte die Familie in Berlin, bis dort die Wohnung ausgebombt wurde und Jakisch mit ihrem Sohn alleine nach Dresden zog. Ihr Mann war 1944 zur Wehrmacht eingezogen worden. Auch die Bombenangriffe auf die Stadt im Februar 1945 erlebte sie mit.
Jakisch stand ursprünglich auf der im September 1944 erstellten Gottbegnadeten-Liste des Reichsministeriums für Volksaufklärung und Propaganda in der Rubrik der im Rüstungseinsatz tätigen, aber für Stunden im Rundfunk und Konzert gelegentlich beschäftigten Künstler. Ihr Name wurde später handschriftlich wieder durchgestrichen, vielleicht auch deshalb, weil sie Adolf Hitler zwar vorgesungen, sich einer weiteren Zusammenarbeit und einem Umzug nach München aber verweigert hatte.
Nach dem Krieg und der Scheidung von ihrem Mann (Anfang 1946) wohnte sie wieder in Berlin und arbeitete am Theater des Volkes. Sie besuchte für Gastauftritte auch immer wieder Dresden. Dort wurde sie am 28. Dezember 1946 nach einer Vorstellung von Bezauberndes Fräulein von der sowjetischen Geheimpolizei wegen Spionageverdachts verhaftet. Es folgten Verhöre in der Haftanstalt Bautzner Straße und fast drei Jahre Einzelhaft im Untersuchungsgefängnis am Münchner Platz. Auch ihre Mutter war Ende 1946 verhaftet worden; sie starb kurz nach der Festnahme an den Folgen der Haft. Die einzige Form der Kontaktaufnahme unter den Häftlingen bestand darin, sich mit Klopfzeichen durch die Wände hindurch zu verständigen.
Diesen Umstand greift Susanne Schädlich in ihrem Tatsachenroman Herr Hübner und die sibirische Nachtigall von 2014 auf. Mara Jakisch und der damals 21 Jahre alte Dietrich Hübner waren Zellennachbarn im Untersuchungsgefängnis am Münchner Platz in Dresden, lernten sich aber persönlich nie kennen, sondern hatten sich ihre Namen nur per Klopfzeichen mitgeteilt. Beide Lebensgeschichten werden von der Autorin parallel zueinander erzählt.
Nach einem Suizidversuch während der Einzelhaft wurde Jakisch am 8. Oktober 1949 in das Speziallager Sachsenhausen verlegt. Das Fernurteil aus Moskau, das sie zu 25 Jahren Lagerhaft in Sibirien verurteilte, war ihr noch während der Dresdner Haftzeit mitgeteilt worden. Am 28. Februar 1950 erfolgte per Bahn der Abtransport in das Lager Taischet. Die Fahrt über Brest-Litowsk, Moskau, Omsk und Nowosibirsk dauerte zwei Monate. Im Lager mussten die Frauen Bäume fällen, die zu Schwellen für die Baikal-Amur-Magistrale verarbeitet wurden. In Susanne Schädlichs Roman heißt es:

„Mara war zum Holzschlagen eingeteilt. Sieben Tage die Woche. Drei Bäume am Tag. Bei nur zweien gab es weniger Brot. Dann aßen sie die Rinde von Bäumen. Im Morgengrauen marschierte die Brigade in den Wald. Die Wege festgetretene Schneewälle. Die Axt rutschte aus den erfrorenen Fingern, die nur Klavierspiel kannten. Die Säge fraß sich fest im Stamm. Der Frost sich durch die Kleidung in die Knochen.“

Im Lager begann Jakisch für die inhaftierten deutschen Frauen zu singen, so lange, bis die Lagerleitung den Gebrauch der deutschen Sprache verbot. Deshalb lernte sie Russisch, übersetzte die deutschen Lieder und sang nun auch für die russischen Mitgefangenen. Auch ein Konzert konnte sie geben und bekam den Beinamen Sibirische Nachtigall. Nach dem Tod Stalins 1953 und den damit verbundenen Hafterleichterungen konnte sie einen Chor gründen, der zu den Geburtstagen der Frauen sang.
Im September 1955 besuchte Bundeskanzler Adenauer Moskau und konnte die Heimkehr der letzten Kriegsgefangenen und der SMT-Verurteilten erreichen. Zu ihnen zählte auch Jakisch; im Oktober 1955 erreichte sie das Grenzdurchgangslager Friedland in Niedersachsen. Nach neun Jahren Haft hatte sie ihre Freiheit zurück. Worauf sich ihre Verurteilung gestützt hatte, konnte nie abschließend geklärt werden.
Nach ihrer Rückkehr nahm sie Kontakt zu ihrem Sohn Götz auf, der in Kinderheimen in der DDR groß geworden war, und lebte ab 1957 in Frankfurt am Main. Sie trat als Sängerin nur noch selten auf, meistens vor Kurgästen und in Vereinshäusern und gelegentlich im Rundfunk. Später nahm sie eine Bürotätigkeit an. 1995 wurde das gegen sie verhängte Urteil aufgehoben, und sie wurde durch die Behörden der Russischen Föderation rehabilitiert.
Jakisch starb im Alter von 100 Jahren am 27. Dezember 2005. Sie wurde auf dem Neuen Friedhof in Bockenheim auf dem Urnenfeld anonym bestattet. Christoph Busch, Pfarrer der Gemeinde, beendete seine Trauerrede mit den folgenden Sätzen, die auch Susanne Schädlich in ihrem Roman wiedergibt:

„Wir alle sind bewegt von der Lebensgeschichte dieser ungewöhnlichen Frau. Dresden war ihr Geburtsort, Berlin der Ort ihrer Triumphe als Sängerin und als Filmstar, Moskau für sie der Ort der Schrecken in der Einzelhaft, Sibirien ihr Archipel Gulag, die Glocke von Friedland ertönte auch zu ihrer Befreiung, in unserer Stadt Frankfurt hat sie sich neu gefunden.“

## Tonaufnahmen
- Wenn die Guitarren klingen. Eugen Jahn mit seinem Orchester, Gesang: Mara Jakisch und Erwin Hartung (Phonoton 1026A, Aufnahme vom 15. Mai 1941, Berlin)[12]
- Ein Walzer für dich und für mich. Eugen Jahn mit seinem Orchester, Gesang Mara Jakisch (Phonoton 1032, Aufnahme vom 15. Juni 1941, Berlin)[13][14]
- Peter, Peter, wo warst du heute Nacht. Eugen Jahn mit seinem Orchester, Gesang: Mara Jakisch (Phonoton 1034, Aufnahme vom 15. Juni 1941, Berlin)

## Filmografie
- 1934: Der letzte Walzer (Regie: Georg Jacoby)
- 1935: Der Ammenkönig (Regie: Hans Steinhoff)
- 1936: Der schüchterne Casanova (Regie: Karel Lamač)
- 1936: Der lustige Witwenball (Regie: Alwin Elling)
- 1936: Es geht um mein Leben (Regie: Richard Eichberg)
- 1936: Hummel - Hummel (Regie: Alwin Elling)
- 1936: Karo König (Regie: Carl Heinz Wolff)
- 1937: Besuch in der Abendstunde (Regie: Carl Echtermeier)

## Ehrungen
2022 wurde in Frankfurt–Bockenheim der Mara-Jakisch-Platz nach ihr benannt.